# Eubaphe dulcifera
Eubaphe dulcifera är en fjärilsart som beskrevs av Forbes 1917. Eubaphe dulcifera ingår i släktet Eubaphe och familjen mätare. Inga underarter finns listade i Catalogue of Life.